# Autoridad Monetaria de las Islas Caimán
La Autoridad Monetaria de las Islas Caimán (en inglés: Cayman Islands Monetary Authority o CIMA) es el principal regulador de servicios financieros de las Islas Caimán y supervisa su junta monetaria.
La CIMA gestiona la divisa de las Islas Caimán, regula y supervisa los servicios financieros, proporciona asistencia en el extranjero a las autoridades reguladoras y asesora al gobierno de las Islas Caimán asuntos regulatorios con respecto a los servicios financieros.
Es una empresa establecida por ley, creada en virtud de la Ley de la Autoridad Monetaria de las Islas Caimán (revisada en 2013).

## Marco normativo
- Bancos y empresas de crédito
- Fondos de inversión
- Servicios de pago
- Cooperativas de crédito